# Parafia św. Andrzeja Apostoła w Golinie
Parafia Świętego Andrzeja Apostoła w Golinie – parafia rzymskokatolicka znajdująca się w diecezji kaliskiej, w dekanacie Jarocin.